# Ascoli Calcio 1898
Az Ascoli Calcio 1898 (teljes nevén Ascoli Calcio 1898 F.C. SpA) egy olasz labdarúgócsapat, amelynek az olaszországi Ascoli Piceno megyében van a székhelye. Jelenleg a Serie B-ben játszanak. A csapat színe a fekete-fehér, stadionjuk a Stadio Cino e Lillo Del Duca.

## Jelenlegi keret
2016 július 15. szerint
| #  |     | Poszt | Név               |
| -- | --- | ----- | ----------------- |
| 1  | ITA | K     | Ivan Lanni        |
| 2  | ITA | V     | Simone Pecorini   |
| 4  | SLO | KP    | Žan Benedičič     |
| 5  | ITA | V     | Andrea Mengoni    |
| 6  | ROU | V     | Bogdan Mitrea     |
| 8  | ITA | KP    | Gianluca Carpani  |
| 9  | ITA | CS    | Leonardo Pérez    |
| 12 | ITA | K     | Andrea D'Egidio   |
| 13 | ITA | V     | Davide Cinaglia   |
| 16 | ITA | CS    | Riccardo Orsolini |
| 17 | ITA | KP    | Luigi Giorgi      |
| 19 | GHA | KP    | Bright Addae      |

| #  |     | Poszt | Név                    |
| -- | --- | ----- | ---------------------- |
| 20 | GAM | CS    | Sulayman Jallow        |
| 21 | ITA | CS    | Daniele Cacia          |
| 24 | ITA | CS    | Lorenzo de Grazia      |
| 25 | ITA | KP    | Daniele Altobelli      |
| 30 | ITA | KP    | Tommaso Bianchi        |
| 33 | ITA | V     | Luca Iotti             |
| -- | ITA | V     | Gian Filippo Felicioli |
| -- | POR | V     | Bruno Pereira          |
| -- | SWE | KP    | Melker Hallberg        |
| -- | MAR | KP    | Nabil Jaadi            |
| -- | FRA | V     | Guillaume Gigliotti    |
| -- | ITA | CS    | Flavio Lazzari         |
| -- | ITA | CS    | Leonardo Gatto         |

## Trófeák
- Serie B:
  - Győztes (2): 1977–78, 1985–86
- Serie C/Lega Pro:
  - Győztes (2): 1971–72, 2014–15
- Supercoppa di Serie C1:
  - Győztes (1): 2001–02

## Rekordok
- Legjobb helyezés: 5. hely a  Serie A-ban, 1979–80
- Legnagyobb különbségű bajnoki győzelem: 4–1  (Avellino), 1983–84
- Legnagyobb különbségű bajnoki vereség: 7–0  (Juventus), 1983–84

## További információ
- Hivatalos honlap